# Nitrosamina

Estructura del grup nitrosamino

Les nitrosamines són compostos químics amb l'estructura química R1N(-R₂)-N=O, alguns d'ells són carcinògens i es troben, per exemple, en el fum del tabac.

## Usos
- En molts productes de goma
- Plaguicides
- Alguns cosmètics

## On es troben

### Aliments
Les nitrosamines es produeixen a partir de nitrits i amines secundàries sovint es troben en forma de proteïnes. Les condicions per a la formació de nitrosamines han de ser molt àcides com les que es troben en l'estómac humà. També les altes temperatures per fer els aliments poden formar nitrosamines, com en el procés de fumatge. La reacció de Lyebermann serveix per detectar-ne la formació.
Sota condicions àcides els nitrits formen àcid nitrós (HNO₂), el qual passa a catió nitrosoni N≡O+ i aigua: H₂NO₂+ = H₂O + NO+.
El catió nitrosoni reacciona amb l'amina i fa la nitrosamina.
Les nitrosamines es troben en molts aliments com cervesa, peix, i subproductes del peix, i també a la carn i formatges conservats en sal de nitrit.

### Altres productes
Les nitrosamines es poden trobar al fum del tabac o d'altres formes de prendre el tabac.
També es troba, i s'alliberen en petites quantitats sense importància toxicològica, en productes fets de làtex com pilotes i preservatius.

## Càncer
Des de 1956 se sap que la dimetlnitrosamina produeix càncer de fetge en rates de laboratori.
Produeix càncer en diversos animals i en humans els estudis suggereixen que està associat al càncer d'estómac.

## Exemples de nitrosamines
| Nom de la substància                          | CAS #      | Sinònims | Fórmula molecular | Aparença física   | Categoria carcinogenètica                |
| --------------------------------------------- | ---------- | --- | ----------------- | ----------------- | ---------------------------------------- |
| N-Nitrosonornicotina                          | 16543-55-8 | NNN | C9H11N₃O          | Líquid oleós groc |                                          |
| 4-(metilnitrosamino)-1-(3-piridil)-1-butanona | 64091-91-4 | NNK, 4'-(nitrosomettilamino)-1-(3-piriddil)-1-butanona                                                                           | C10H13N₃O₂        |                   |                                          |
| N-Nitrosodimetilamina                         | 62-75-9    | Dimetilnitrosamina, N,N-Dimetilnitrosamina, NDMA, DMN                                                                            | C₂H₆N₂O           | Líquid groc       | EPA-B2; IARC-2A; OSHA Carcinogen; TLV-A3 |
| N-Nitrosodietilamina                          | 55-18-5    | dietilnitrosamida, dietilnitrosamina, N,N-dietilnitrosamina, N-etil-N-nitrosoetanamina, dietilnitrosamina, DANA, DENA, DEN, NDEA | C₄H10N₂O          | Líquid groc       | EPA-B2; IARC-2A                          |
| 4-(Metilnitrosamino)-1-(3-piridil)-1-butanol] | 76014-81-8 | NNAL |                   |                   |                                          |
| N-Nitrosoanabasina                            | 37620-20-5 | NAB |                   |                   | IARC-3                                   |
| N-Nitrosoanatabina                            | 71267-22-6 | |                   |                   | IARC-3                                   |